# Carlos Martínez II
Carlos Martínez – piłkarz urugwajski, obrońca.
Jako piłkarz klubu Fénix Montevideo wziął udział w turnieju Copa América 1967, gdzie Urugwaj zdobył tytuł mistrza Ameryki Południowej. Martínez zagrał w 2 meczach - z Wenezuelą (w 55 minucie zastąpił na boisku Elgara Baezę) i Chile.